# Semiothisa fulvisparsa
Semiothisa fulvisparsa är en fjärilsart som beskrevs av W. Warren 1897. Semiothisa fulvisparsa ingår i släktet Semiothisa och familjen mätare. Inga underarter finns listade i Catalogue of Life.